# Christoph Hörstel

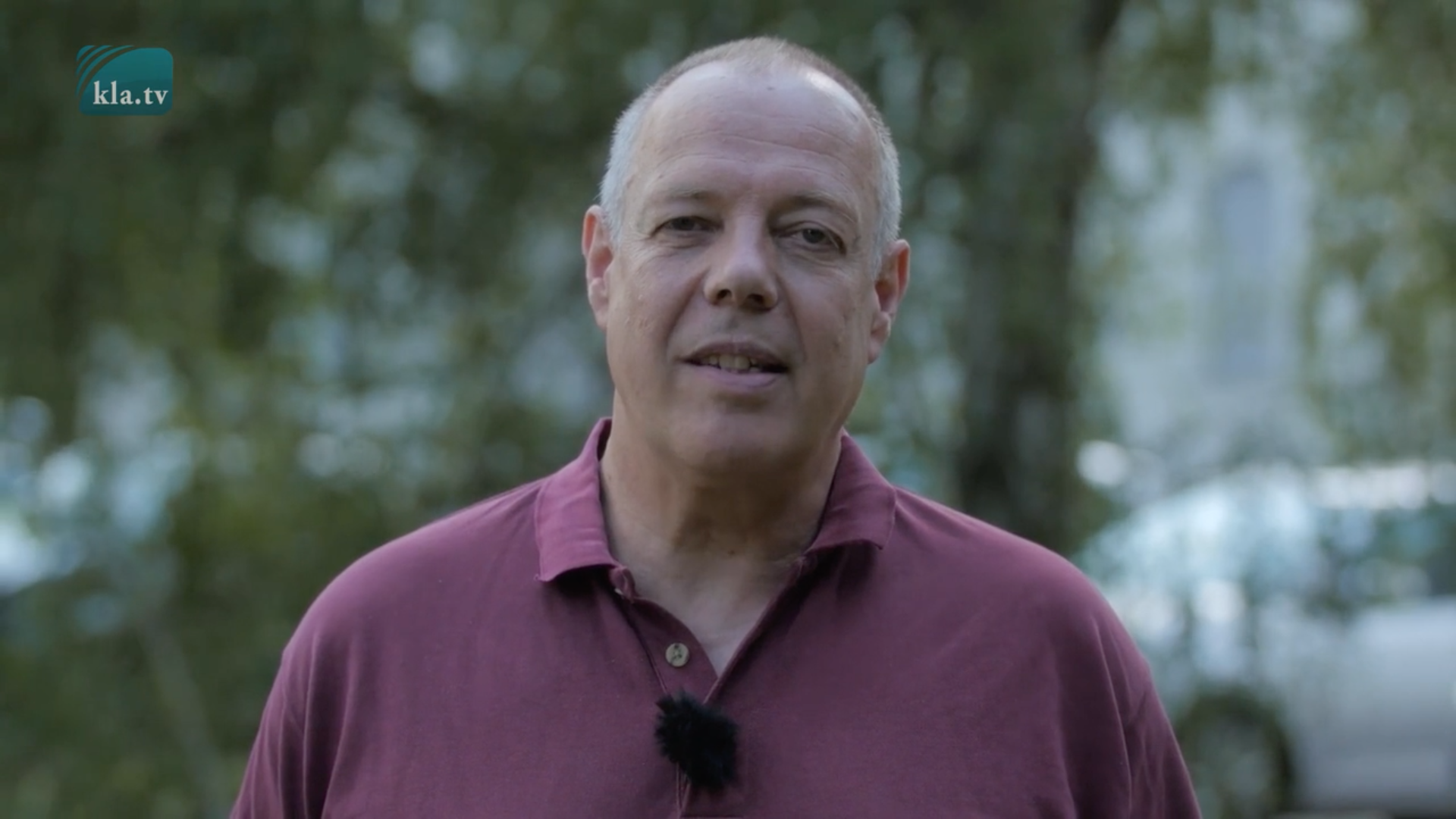
Christoph Hörstel (2017)

Christoph R. Hörstel (* 1956 in Bremen) ist ein deutscher Autor und politischer Aktivist. Er berichtete als Journalist von 1985 bis 1999 unter anderem für die ARD aus verschiedenen Staaten. Hörstel vertritt unter anderem Ansichten, die wiederholt als verschwörungstheoretisch kritisiert wurden.
Hörstel gründete 2013 die Partei Die Neue Mitte und kurze Zeit später die Kleinpartei Deutsche Mitte. Er war Vorstand der „Deutsche Mitte“, bis er die Partei im Oktober 2017 nach Kritik an der Art der Parteiführung, der Führung der Parteifinanzen sowie fehlender Transparenz verließ. Im November 2017 gründete Hörstel erneut die Partei Die Neue Mitte und ist deren Vorsitzender.

## Leben
Hörstel studierte nach Abitur und Grundwehrdienst in München Sinologie, Französisch und Spanisch und erlangte 2002 an der Universität Basel ein Master-Diplom für Marketingstrategie. Seit 1985 bereiste er Afghanistan und Pakistan. Andere Aufträge führten ihn auch nach Indien, Irak, Iran, Jordanien und Syrien. Ab 1985 war er beim ARD-Fernsehen als Sonderkorrespondent, später auch als Nachrichtenmoderator der Sendung MDR aktuell sowie als leitender Redakteur tätig. Hörstel wechselte 1999 zu Siemens mobile als Leiter der Bereichskommunikation und gründete 2001 die Regierungs- und Unternehmensberatung Hörstel Networks in Berlin. Er war Coach für ISAF-Führungskräfte der Bundeswehr und Gastdozent am Institut für Friedensforschung und Sicherheitspolitik in Hamburg.
Hörstel war im Jahre 2001 während des Sturzes der Taliban der einzige westliche Journalist in Kabul. Das Visum hatte er über seine Kontakte zu Gulbuddin Hekmatyār erhalten. Durch seine Kontakte zu Islamisten wirkte er 2006 daran mit, ein Gespräch zwischen Bundestagsabgeordneten der SPD und der FDP sowie dem Hamas-Minister für Flüchtlingsangelegenheiten einzuleiten.
Hörstel beriet 2012 die parteiintern umstrittene Arbeitsgruppe Friedenspolitik der Piratenpartei. 2013 gründete er die Partei Die Neue Mitte, verließ sie jedoch nach wenigen Wochen und gründete unmittelbar darauf die Partei Deutsche Mitte, die er 2017 verließ. Bei der Bundestagswahl 2013 kandidierte er erfolglos als Einzelbewerber im Wahlkreis Potsdam.
Im Herbst 2014 engagierte sich Hörstel in führender Rolle in einer Potsdamer Bürgerinitiative, die gegen die Einzäunung eines baufälligen Areals am Pfingstberg protestierte. Das bisher öffentlich zugängliche Areal war Mathias Döpfner im Wege eines Nießbrauchs überlassen worden, der es auf eigene Kosten sanieren und ursprünglich am Wochenende privat nutzen können sollte. Bereits nach kurzer Zeit verließ Hörstel die – teilweise erfolgreiche – Bürgerinitiative, nachdem in verschiedenen Medien über seine Israel-Kritik berichtet worden war und Hörstel die Anliegen der Bürgerinitiative auch zum Gegenstand der Politik seiner Partei Deutsche Mitte gemacht hatte.
Hörstel war mehrfach beim deutschsprachigen Programm des vom russischen Staat finanzierten Senders RT DE zu Gast. 2020 ist Hörstel immer wieder Interview-Gast beim russischen Sender Ren-TV. Für Wladimir Putin findet er lobende Worte. 2022 legitimierte er die im Zuge der russischen Annexion der Süd- und Ostukraine inszenierten Scheinreferenden.

## Ansichten

### Verschwörungstheorien zum 11. September 2001
In einem Interview mit dem Südwestrundfunk behauptete Hörstel eine Verwicklung der Central Intelligence Agency (CIA) in die Terroranschläge vom 11. September 2001. Seiner Meinung nach führen die USA zwar offiziell den Krieg gegen den Terror, jedoch unterstütze die CIA über ihre Kontakte zum pakistanischen Geheimdienst Inter-Services Intelligence die Taliban. Auch die deutsche Bundesregierung wisse davon.
Hörstel legte 2007 einen mit den Taliban, Hekmatyār und afghanischen Ministerien sowie dem Präsidialamt informell abgestimmten Friedensplan für Afghanistan vor. In der jüngsten Fassung (2009) sollen demnach alle fremden Truppen aus Afghanistan in drei Stufen und binnen drei Jahren abziehen.

### Nahostkonflikt
In einem Interview im deutschen Programm des iranischen Regierungssenders IRIB – World Service vom 7. Februar 2012 bestritt Hörstel eine Verantwortung Deutschlands für die Existenz und Sicherheit Israels:
„Deutschland hat seit 2007 durch Frau Merkel – aufgrund amerikanischer Interessen – Israels Sicherheit zur Staatsräson Deutschlands erklärt. Das kann man nur als eine Politik des Hochverrats bezeichnen. So sieht es eine ziemliche große Anzahl Deutscher. Wir haben überhaupt keine Verantwortung für die Sicherheit Israels, auch nicht für das Existenzrecht Israels. So ein kompletter politischer Unsinn.“
Laut dem Journalisten Sebastian Leber behauptete er auch, dass Angela Merkel jüdische Vorfahren habe und deshalb Israel gegenüber positiv eingestellt sei und dass „die Zionisten“ Adolf Hitler durch geheime Finanzhilfe zur Macht verholfen und ihn zum Westfeldzug gegen Frankreich 1940 angestiftet hätten.
Hörstel trat von 2011 bis 2018 jährlich als Redner beim Al-Quds-Tag in Berlin auf. Bei diesem Anlass beschäftigte er sich im Juli 2014 mit der israelischen Operation Protective Edge 2014 und mit Israels Existenzrecht:
„Dieser Staat ist ein Un-Staat. Und wenn ein Staat ein Problem ist, dann kann er nicht Teil der Lösung sein.“
Seit einigen Jahren tritt Hörstel als Medienberater der antizionistisch-ultraorthodox-jüdischen Gruppe Neturei Karta in Deutschland auf, so etwa als Gastgeber und Übersetzer bei einer Pressekonferenz in Berlin am 27. Januar 2010, dem Holocaust-Gedenktag. Rabbi Yisroel David Weiss, der als Sprecher der Neturei Karta fungiert, hatte am 29. Januar 2014 auf Referentenebene ein Gespräch im Bundeskanzleramt in Berlin; das Amt distanzierte sich später und führte den Empfang auf einen „Irrtum“ zurück. Rabbi Weiss wurde bei dem Gespräch von Christoph Hörstel begleitet.

### Verschwörungstheorie Chemtrails
Auf einer Demonstration in Berlin warf Hörstel der Bundesregierung und den USA im April 2015 „massenhafte, absichtliche schwere Körperverletzung mit Todesfolge“ aufgrund von Chemtrails vor.

## Rezeption
In einem Artikel der Frankfurter Allgemeinen Zeitung von 2008 wurde Hörstel vorgeworfen, er sei „ein politisch hochbewusst kalkulierender Lobbyist“ der Taliban.
Thomas Speckmann warf Hörstel in der Tageszeitung Die Welt vor, dass er die politische Wahrheit, die hinter dem Afghanistan-Einsatz steht, verkenne, und schrieb, dass die Soldaten nicht kämen, „um einen neuen Staat nach europäischem Vorbild zu errichten, sondern um Bin Ladens Gotteskrieger zu bekämpfen.“ Daher irre Hörstel auch, wenn er mahnt, „das deutsche Engagement bei der Anti-Terror-Operation ‚Enduring Freedom‘ behindere alle guten Vorhaben, die Deutschlands ISAF-Truppen sichern helfen wollen. Mit Spezialeinheiten Gegner ‚abzuknallen‘, beschädigt eben nicht die Glaubwürdigkeit des westlichen Willens, sondern ist vielmehr Voraussetzung für einen Erfolg der ISAF-Mission“, so die Meinung der Tageszeitung.
Laut Spiegel Online gilt Hörstel, der „einst als Experte und Journalist gefragt“ gewesen sei, aufgrund seiner Ansichten heute „weitgehend als diskreditiert“.
Das Simon Wiesenthal Center kritisierte im Sommer 2014, dass Hörstel bei einer Veranstaltung im ehemaligen KZ Sachsenhausen anlässlich des Attentats vom 20. Juli 1944 als Redner vorgesehen war. Ihm wurden eine Nähe zur Terrororganisation Hisbollah und Holocaustleugnung vorgeworfen. Daraufhin wurde die Veranstaltung abgesagt.
In verschiedenen Medien werden Hörstel und seine Thesen als verschwörungstheoretisch bezeichnet, auch fiel er durch antisemitische Äußerungen auf.

## Veröffentlichungen
- Sprengsatz Afghanistan: Die Bundeswehr in tödlicher Mission. Knaur, München 2007, ISBN 3-426-78116-6.
- Brandherd Pakistan: Wie der Terrorkrieg nach Deutschland kommt. Kai Homilius Verlag, Werder an der Havel 2008, ISBN 3-89706-841-9.
- Afghanistan-Pakistan: Nato am Wendepunkt. Kai Homilius Verlag, Werder an der Havel 2010, ISBN 3-89706-417-0.